# 覃州
覃州，中国南北朝时设置的州。
北周置，治所在通轨县（今四川省黑水县北）。辖境相当今四川省黑水县北、松潘县南。下辖覃川、荣乡二郡（双头郡），及广年郡、左封郡。隋朝开皇四年（584年）废。